# Королевство Островов
Королевство Островов (гэльск. Rìoghachd nan Eilean, англ. Kingdom of the Isles) — гэльско-норвежское государство на Гебридских островах и западном побережье Шотландии в эпоху Средневековья. Несмотря на номинальный сюзеренитет над королевством сначала Норвегии, а после 1266 года Шотландии, государство фактически сохраняло независимость до конца XV века, опираясь на могущественный военный флот. Королевство Островов сыграло значительную роль в развитии культуры горных кланов Шотландии и шотландской государственности в целом. Глава государства, начиная с 1366 года, носил титул лорда Островов (гэльск. Triath nan Eilean, англ. Lord of the Isles).

## Территориальная основа
Территория королевства Островов на протяжении всего существования этого государства оставалась достаточно стабильной, что во многом объясняется географическим единством этого региона. В состав королевства входили Гебридские острова, а также западное побережье Шотландии — средневековый Аргайл, включающий области Кинтайр, Напдейл, Ковал, Лорн, Арднамерхан и Морверн. Гебридские острова представляют собой архипелаг из более чем 500 островов разной величины, гористых Внутренних Гебрид у побережья и более пологих Внешних Гебрид западнее. Побережье Аргайла ориентировано в сторону моря и резко отделено от остальной территории Шотландии главным хребтом Грампианских гор. Многочисленные заливы и фьорды Аргайла связывают прибрежную территорию с островами, образуя единый культурно-географический регион, ориентированный на море. Ни одна из точек Аргайла не отстоит от морского берега более, чем на 12 миль. Именно море являлось главным способом коммуникации и объединения этих территорий, тогда как подступы с востока в период средневековья были сильно затруднены из-за покрытых густыми лесами гор. Хотя территория королевства Островов в географическом отношении представляла собой далёкую периферию Европы, морская ориентация государства позволяла ему играть важную роль в историко-культурном развитии Британских островов и Скандинавии.

## Предпосылки образования государства

### Гэлы и викинги
В древности Гебридские острова и западное побережье Шотландии населяли, по-видимому, различные пиктские и кельтские племена. С IV века на этой территории начинают активно расселяться ирландские гэлы (скотты), которые на рубеже V и VI веков создали здесь собственное государство Дал Риада. Это королевство включало в себя Антрим, Аргайл и Внутренние Гебридские острова. В 843 году Дал Риада была объединена с королевством пиктов в единое государство, позднее получившее название Шотландия.
С 793 года территории Дал Риады и Внешние Гебриды начали подвергаться набегам норвежских и датских викингов. Они разоряли гэльские монастыри и населённые пункты гэлов и к середине IX века полностью подчинили территорию своей власти, прервав культурно-политические связи региона с восточной частью Шотландии. От набегов викинги перешли к колонизации. Первые постоянные поселения норвежцев возникли на Внешних Гебридах уже в начале IX века и постепенно распространились на всю территорию западного побережья вплоть до Галлоуэя на юге. В отличие от практически полной колонизации норвежцами Оркнейских островов, на Гебридах и в Аргайле викинги не вытеснили местное гэльское население. Согласно современным исследованиям, от 2/3 (остров Скай) до 1/3 (Айлей) топонимов Гебридских островов имеют норвежское происхождение. Эта доля примерно соответствует интенсивности норвежской колонизации региона. О скандинавском влиянии говорит тот факт, что уже в IX веке гэлы стали называть Гебриды «Островами чужеземцев» (гэльск. Innse Gall).
Между норвежцами и гэлами западного побережья быстро сформировалась сложная система взаимовлияния и интеграции. Межнациональные браки приобрели значительный размах, викинги приобщились к гэльской культуре, через которую в среду скандинавов проникло христианство и ирландские традиции, а гэлы восприняли воинственный образ жизни норвежцев и их политическую систему. Взаимная ассимиляция породила к концу IX века формирование особой этно-культурной общности гэлло-норвежцев Гебридских островов, известной авторам ирландских хроник под названием Gall-Gaedhil — «чужеземные гэлы». Для ирландских монахов это были пираты и торговцы, однако именно они создали специфическую, ориентированную на море, культуру и стали национальной основой возникающего на западном побережье нового государственного образования.

### Борьба за острова
Начиная с 875 года на власть над Гебридскими островами стали претендовать короли Норвегии, рассматривая эти территории как важное связующее звено между Скандинавией и Ирландией. Король Харальд Прекрасноволосый несколько раз пытался подчинить острова и укрепившихся здесь норвежских вождей, противившихся его политике централизации, однако правители Гебрид сохраняли значительную автономию. Помимо короля Норвегии власть над островами оспаривали короли Шотландии, ярлы Оркни, норвежские правители Дублина, ирландские короли острова Мэн и Ленстера. К концу X века относятся свидетельства о «королях Гебридов» (др.-ирл. rí Innse Gall) братьях Готфриде и Магнусе, совершавших набеги на побережье Ирландии и Уэльса. По всей видимости, они были вождями некоторых колоний викингов на островах без сколь-либо стабильной территориальной основы, однако показательно использование ирландского титула короля, а не скандинавского конунга или ярла, что свидетельствует о наличии уже в это время сильной гэло-норвежской элиты на Гебридах.
В 1079 году норвежец Годред Крован захватил власть на острове Мэн и подчинил своей власти Гебридские острова. Он не только основал скандинавскую династию королей Мэна, правившую до 1265 года, но и заложил основы единого островного государства вдоль западного побережья Шотландии. Однако уже в 1098 году король Норвегии Магнус III во главе крупного флота прибыл на Гебриды и восстановил там королевскую власть. Шотландия была вынуждена признать сюзеренитет Норвегии над Мэном и Гебридскими островами. Согласно «Саге об оркнейцах» шотландский король согласился отказаться от прав на все острова западного побережья, омываемые доступным для судоходства морем, а Магнус, желая закрепить за Норвегией полуостров Кинтайр, приказал перетащить себя в ялике через узкий перешеек, отделяющий полуостров от основной части Шотландии. Несмотря на всю легендарность, эта история свидетельствует об уже сложившейся территориально-культурной общности побережья Аргайла и Гебридских островов. Результатом экспедиции Магнуса III стало укрепление политического единства этого региона и сохранение его ориентации на Норвегию.
После смерти в 1103 году Магнуса III центральная власть короля Норвегии над Гебридами резко ослабла. Более того, восстановленная на Мэне скандинавская королевская династия также не смогла установить прочный контроль над островами. Образовался некий вакуум власти, который вскоре заполнила новая сила — гэло-норвежская элита Гебридских островов и Аргайла.

## Возникновение государства

### Сомерлед

Территория королевства Островов при Сомерледе.

Образование королевства Островов связано с именем Сомерледа. Его происхождение остаётся таинственным. По всей видимости, среди его предков были как норвежские викинги, так и гэльские вожди Дал Риады и Гебридских островов. Сам он женился около 1150 года на дочери короля Мэна, а его сестра вышла замуж за Малькольма Макхета, потомка шотландского короля Макбета. Таким образом Сомерлед находился в центре сложной системы взаимосвязей между скандинавской, гэльской и шотландской культурами. В 1130-х годах Сомерлед, воспользовавшись смутами в Шотландии, установил свой контроль над Аргайлом, а в 1153 году поддержал мятеж Дональда Макхета в Морее против шотландского короля. Однако уже в следующем году Сомерлед обратил свой взор в сторону Ирландского моря и Гебридских островов.
За власть над Гебридами в это время вели борьбу норвежские короли Мэна и Дублина. Заключив союз с Дублином, в 1156 году Сомерлед снарядил крупный флот, который разгромил войска короля Годреда II у острова Мэн. Последний был вынужден уступить Сомерледу южную часть Гебридских островов. В 1158 году Сомерлед вновь вторгся на Мэн, изгнал Годреда и подчинил своей власти все Гебриды, включая Мэн. Это означало рождение нового государства на западном побережье Шотландии, получившего название королевство Островов.
Установив свою власть на Гебридах и в Аргайле, Сомерлед продолжил экспансию. В 1164 году он возглавил мощный гэло-норвежский флот, атаковавший владения шотландского короля в Клайдсайде. Это вторжение рассматривается современными историками как попытка обеспечить независимость гэльских территорий западного побережья против массированного наступления нового англо-нормандского дворянства во главе с домом Стюартов, начавшегося ещё в правление короля Давида I. Однако в битве при Ренфру Сомерлед потерпел поражение и погиб. Его тело было захоронено в монастыре на острове Айона, духовном и культурном центре основанного им государства.

### Сыновья Сомерледа
После смерти Сомерледа остров Мэн и Внешние Гебриды отделись от королевства Островов, вернувшись под власть скандинавской династии Крованов. В свою очередь, сыновья Сомерледа поделили между собой оставшиеся территории. Старший Дугал получил центральную часть владений своего отца (Аргайл и острова Малл, Лисмор, Колл и Тайри). Ангус — Гарморан, Скай, Норт- и Саут-Уист, Рам, Эгг, а также, вероятно, Арран и Бьют. Третий сын Ранальд стал владельцем Арднамерхана, Морверна, Кинтайра и островов Айлей и Джура. После смерти Ангуса в 1210 году его земли отошли к сыновьям Ранальда. К счастью для молодого государства, королевство Шотландия в это время ввязалось в длительные войны с Англией, что обеспечило период мирного развития до середины XIII века, несмотря на ослабление, вызванное разделом страны.
В ирландских хрониках Дугал именуется королём Аргайла (др.-ирл. rí Airer Goidel), а Ранальд — королём Гебридов (др.-ирл. rí Innse Gall). От Дугала ведёт своё происхождение клан Макдугалл, господствующий в Аргайле на протяжении последующих столетий. Борьба между ним и потомками Ранальда, стала центральным моментом развития королевства Островов. Из всех детей Сомерледа Ранальд, вероятно, был наиболее выдающимся. Очевидно, что он претендовал на верховную власть над королевством, ведя борьбу со своими братьями и активно используя достаточно крупный флот для установления господства в Ирландском море. В то же время, Ранальд пытался объединить гэльские традиции с расширяющимся влиянием феодализма, о чём свидетельствует описание его печати, на которой гэльская галера соседствует с вооружённым рыцарем. Его дети — Дональд, основатель клана Макдональд, и Руаири поделили между собой владения отца: первый получил Кинтайр и южную часть Гебридских островов, а второй — Гарморан.
В начале XIII века короли Островов активно участвовали в борьбе за влияние в Северной Ирландии, поддерживали мятежи шотландской знати против центральной власти. В 1222 году король Шотландии Александр II предпринял поход в Аргайл с целью усмирения потомков Сомерледа. Это была первая попытка подчинения королевства Островов Шотландии. Видимо ко времени похода относится основание двух замков на западном побережье — Тарберта в Кинтайре и Эйлин-Донана в Кинтайле, ставших центром влияния шотландского короля в этом регионе. Однако уже в 1230 году острова оказались перед другой угрозой: на Гебриды прибыл крупный норвежский флот, который захватил Бьют, разорил Кинтайр и восстановил сюзеренитет Норвегии над королевством Островов.

### Между двумя державами

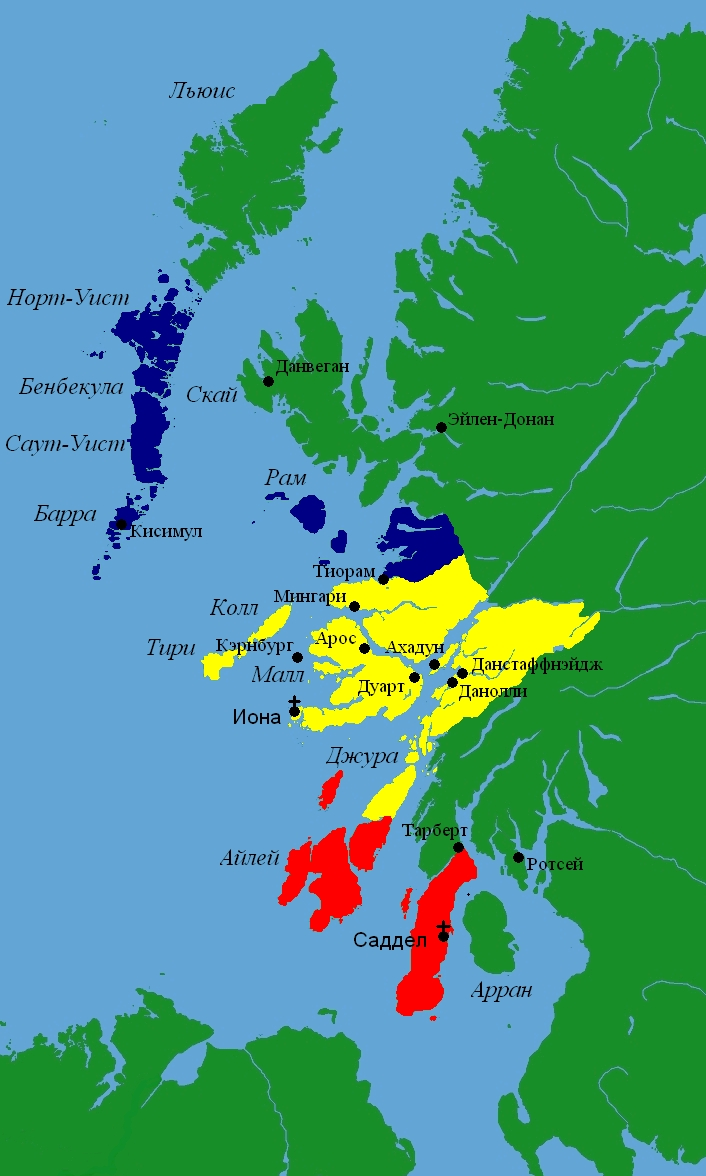
Королевство Островов в 1266 году.
владения Макруаири
владения Макдугаллов
владения Макдональдов

Со второй трети XIII века началась экспансия Шотландии на Гебридские острова. С другой стороны, укрепившаяся Норвегия также стремилась усилить своё влияние в регионе. Короли Аргайла и Гебридов оказались в центре конфликта двух держав. Все три ветви потомков Сомерледа — Макдугаллы, Макдональды и Макруаири — владели территориями и на островах, юридически признающих сюзеренитет Норвегии, и на побережье Аргайла, находящимся в вассальной зависимости от Шотландии. Двойное подчинение и конфликты между родами осложнили ситуацию.
В 1248 году Юэн Макдугалл, правнук Сомерледа, предпринял поездку в Берген, принёс оммаж королю Хокону IV, за что тот пожаловал ему титул короля Островов. В ответ в 1249 году в Аргайл вновь вторгся Александр II Шотландский, пытаясь принудить Юэна к подчинению. Кампания, однако, была неудачной, а Александр II вскоре скончался. Тем не менее, эта операция привела к временному изгнанию Юэна и означала начало нового этапа шотландско-норвежской борьбы за Гебридские острова. Уже в 1260 году послы нового короля Шотландии Александра III отправились в Норвегию вести переговоры об уступке Гебридских островов. Норвежский король ответил решительным отказом, а в ответ на шотландский набег в 1262 году на остров Скай, Хокон IV снарядил мощную экспедицию против Шотландии.
В 1263 году норвежский флот прибыл на острова и начал разорять земли баронов, симпатизирующих Шотландии. Если Макруаири без колебаний встали на сторону норвежцев, то Макдональдов пришлось заставлять силой, а Юэн Макдугалл, король Аргайла, вообще отказался поддержать Хокона. В битве при Ларгсе 1—3 октября норвежцы были наголову разбиты, а Хокон скоропостижно умер на Оркнейских островах на пути в Норвегию. В 1265 году шотландцы захватили остров Мэн, а в 1266 году был подписан Пертский договор, в соответствии с которым норвежский король уступал сюзеренитет над Гебридскими островами Шотландии. Многовековая война за острова закончилась их присоединением к Шотландии.

## Под властью Шотландии

### От независимости к автономии
Период с Пертского договора почти до конца XIII века характеризуется достаточно быстрым включением королевства Островов в единую феодально-административную систему Шотландии. Бывшие короли стали довольствоваться титулами лордов, встав в один ряд с графами давно вошедших в состав Шотландии земель. В гэльские регионы активно внедрялось шотландское право и феодальные институты (рыцарство, оммаж, ленные отношения). Значительный прогресс феодализации Островов относится уже к началу XIV века: земельные владения баронов в массовом порядке переводились на ленные отношения, причём в отличие от феодализма в других странах, на Островах бароны были обязаны королю военной службой не рыцарями, а определённым количеством военных галер.
В 1293 году Гебридские острова и Аргайл были разделены на три шерифства (Льюис, Лорн и Кинтайр), во главе которых стояли назначаемые королём чиновники с судебно-фискальной властью. В процессе интеграции центральная власть опиралась, главным образом, на Макдугаллов, лордов Аргайла, которые смогли быстро приспособиться к новым условиям и с помощью короля Шотландии расширить своё влияние в регионе. Александр Макдугалл стал шерифом Лорна и фактически наместником на всей территории королевства Островов.

### Острова в войне за независимость
Высокая степень интеграции королевства в феодальную систему Шотландии отразилась в той роли, которую сыграли бароны Аргайла и Островов в войнах за независимость Шотландии конца XIII — начала XIV веков. Уже в 1286 году Макдональды заключили союз с Брюсами, и в дальнейшем стали главной опорой короля Роберта Брюса в западной части Шотландии. Макдугаллы Аргайла, с другой стороны, встали на сторону Баллиолей и Коминов, а позднее — короля Англии. В результате межклановая борьба за власть на Островах переплелась с общешотландской гражданской войной. Благодаря помощи, оказанной Ангусом Огом Макдональдом королю Роберту после его поражений в 1306 году, шотландское движение за независимость получило новый толчок, а Ангус Ог стал героем средневековой национальной поэмы «Брюс». В 1308—1309 годах войска Брюса вторглись в Аргайл и изгнали Макдугаллов. Ангус Ог и его гэльские отряды с Гебридских островов сыграли важную роль в знаменитой победе шотландцев над англичанами в битве при Бэннокберне 1314 года.

## Консолидация

### Возвышение Макдональдов
Изгнание Робертом Брюсом Макдугаллов из Аргайла открыло новые возможности перед Макдональдами. Ангус Ог получил от короля хартию, подтверждающую владение Внутренними Гебридскими островами и частью Кинтайра, а в 1324 году ему были переданы земли Макдугаллов в Лохабере, Морверне, Арднамурхане, острова Малл и Тайри. Таким образом Ангус Ог стал крупнейшим землевладельцем в западной Шотландии, что, учитывая его влияние как прямого потомка королей Островов и вождя клана Макдональд, дало толчок к новой консолидации региона и возрождению автономного гэльского княжества на Гебридах. Правда, центральная власть сохранила за собой важнейшие крепости на побережье (Тарберт, замок Данстаффнидж и Дунаверти), а также передала значительные земли в Аргайле роду Кэмпбеллов, который в будущем станет главным противником Макдональдов.
Укрепление княжества продолжилось при сыне и наследнике Ангуса Ога, Джоне I, который в 1336 году в соглашении с Эдуардом Баллиолем впервые использовал титул «правитель Островов» (лат. dominus Insularum). В 1346 году после смерти последнего представителя рода Макруаири он унаследовал Гарморан и Уисты, а в 1350 году, благодаря браку с Маргаритой Стюарт, получил Кинтайр и Напдейл. В результате Джон Макдональд фактически возродил королевство Сомерледа (без Ская, Мэна и внутренних территорий Аргайла). Это позволило ему стать одним из крупнейших баронов шотландского государства и претендовать на независимую политику. Джон отказался участвовать в войнах шотландского короля с Англией и не допускал королевских чиновников в свои владения. В 1350-х под руководством лорда Островов сформировалась целая «партия Хайленда» — союз крупных шотландских аристократов горных регионов страны против укрепления центральной власти. Открытое выступление Джона против короля Давида II в 1368—1369 годах, однако не увенчалось успехом.

### Расцвет гэльского княжества
Ослабление королевской власти в Шотландии в конце XIV века позволило лордам Островов создать из своих владений фактически независимое государство. Этому способствовало национально-культурная однородность территорий, подчинённых Макдональдам. В то время, как на остальной территории страны англо-шотландский язык вытеснял гэльский, государственная администрация строилась по английскому образцу, а феодализм находился на наиболее высоком уровне развития, во владениях лорда Островов сохранялись и поддерживались гэльские традиции, гэльская культура и язык.
Сложилась особая церемония коронации лорда Островов, во время который новый правитель вставал в отпечатки ног, выбитых в камне. Инаугурация происходила во дворце Макдональдов на небольшом островке на озере Лох-Финлагган, в центре острова Айлей. Рядом с этим островком находился ещё один, известный под названием «Остров Совета», где, начиная с XIV века происходили заседания Совета островов, состоящего из 14-ти крупнейших баронов и вождей кланов Гебридов и Аргайла под руководством лорда Островов. Совет, по-видимому, обладал совещательными и судебными полномочиями на территории княжества. Лорды Островов начали проводить самостоятельную внешнюю политику, ведя самостоятельные переговоры с Англией, Францией и Германией в качестве независимых государей.
Двор Дональда, лорда Островов, стал центром гэльской культуры: барды и сказители с разных уголков горной Шотландии стекались под его покровительство. Период расцвета княжества лордов Островов в конце XIII—первой половине XIV веков стал временем возрождения гэльской поэзии. Сложились целые поэтические династии, воспевающие на родном языке традиции и историю Островов, Шотландии и Ирландии (как, например, Макмуирики).
В начале XV века Дональд, лорд Островов, начал затяжной конфликт с центральной властью и регентом Олбани за власть над графством Росс в северной Шотландии. Эта борьба стала первым крупным конфликтом между двумя шотландскими культурами: гэльской во главе с лордом Островов, и англизированной феодальной во главе с регентом Олбани. В 1411 году состоялась знаменитая битва при Харлоу между войсками лорда Островов и регента Олбани, закончившаяся ничьей, что свидетельствовало о достижении равновесия между гэльскими и английскими силами в Шотландии.

### Борьба с королём
Независимое положение лордов Островов не могло не волновать королей Шотландии. Когда Александр Макдональд начал тайные переговоры с Данией о возвращении Гебридов под сюзеренитет Норвегии, шотландский король Яков I собрал крупную армию и в 1428 году вторгся во владения лорда Островов. Однако первая попытка установить контроль над Гебридами не увенчалась успехом: в 1431 году королевские войска были разбиты в битве при Инверлохи отрядами лорда Островов. Более того, в 1436 году Александр присоединил к своим владениям графство Росс.
В середине XV века лорд Островов стал выразителем сепаратистских тенденций гэльских регионов страны. В 1452 году он поддержал восстание «Чёрных Дугласов» против королевской власти, а в 1462 году вместе графом Дугласом Джон II Макдональд подписал секретный Вестминстерский договор с английским королём Эдуардом IV, предполагающий раздел Шотландии и образование полностью независимого королевства Островов.

## Падение государства

Владения лорда Островов в середине XV века.

Джону Макдональду не хватало решительности для осуществления своих стремлений по формированию независимого государства в гэльских регионах страны. Инициативу вскоре перехватил шотландский король: узнав о Лондонском договоре, Яков III в 1476 году привлёк лорда Островов к суду парламента и конфисковал Росс. Джон не оказал сопротивления, наоборот, за признание Яковом III права на наследование владений Макдональдов его незаконным сыном Ангусом Огом, лорд Островов уступил королю свои права на Кинтайр и Напдейл.
Слабость Джона, его подчинение центральной власти и крупные территориальные пожалования вождям кланов Маклауд, Маклин и Макнейл вызвали недовольство сторонников сильного гэльского государства, во главе которых встал сын и наследник лорда Островов Ангус Ог. В 1477—1481 годах на Гебридах и в Аргайле развернулась настоящая гражданская война между Джоном и Ангусом Огом, завершившаяся в 1481 году разгромом флота лорда Островов эскадрой Ангуса в «Кровавой бухте». В результате Ангус Ог стал фактически главой княжества и клана Макдональд, а лорд Островов довольствовался пенсионом от короля Шотландии. Смутами на Гебридах воспользовались Кэмпбеллы: граф Аргайла захватил сына Ангуса Дональда Дуфа и подчинил своей власти земли лорда Островов на западном побережье.
Смерть Ангуса Ога в 1490 году оставила гэльское княжество без сильного лидера. Горцы вышли из-под контроля и возобновили грабительские набеги на мирное население королевских земель. Этим воспользовался король Яков IV: в 1493 году он провёл через парламент закон о конфискации владений лорда Островов. В течение следующих лет король совершил несколько военных экспедиций на Гебриды, подчинив гэльских вождей и захватив крепости Макдональдов. Власть лорда Островов была ликвидирована, в его владения были назначены шерифы и королевские чиновники. В 1501 году вспыхнуло восстание на Гебридах с целью возрождения королевства Островов, однако оно хоть и с трудом, но было к 1506 году подавлено. Автономное гэльское княжество на западном побережье Шотландии перестало существовать.

## Экономическое развитие
В самом начале существования королевства Островов его экономика базировалась на военных походах, разорениях соседних территорий и захватах скота, продуктов и другой добычи во время набегов. В средневековых источниках содержится большое количество упоминаний о походах сыновей и внуков Сомерледа на прибрежные города Ирландии, Мэна и Уэльса. Морские набеги сохраняли своё значение вплоть до XIII века.
Гористый рельеф и суровая природа большей части территории государства не позволяла достичь значительного прогресса в земледелии, хотя в Кинтайре культивировалась пшеница. Большую роль в экономике Островов быстро приобрело выращивание крупного рогатого скота, овец, а также выделка кож и шкур. Сохранились свидетельства о производстве сыра, наличии в хозяйствах местных жителей свиней и домашней птицы. Огромное значение для жизни государства играло рыболовство: прибрежные воды были богаты лососем, сельдью, пикшей и мерлангом. В источниках упоминается также промысел тюленей, угрей, а на Льюисе и Уистах периодически попадались и киты. Рыбаки Гебридских островов славились во всей Британии. При недостаточно развитом земледелии свою роль сохраняла и охота: побережье Аргайла и многие острова были густо покрыты лесом.
Постепенно в королевстве островов начала развиваться торговля. К началу XIV века Тарберт и Дамбартон были уже оживлёнными портовыми городами, обеспечивающими торговлю Шотландии с Ирландией, Уэльсом и западной Англией. На острове Мэн стали добывать и экспортировать свинец. В Дамбартоне располагалась достаточно крупная ярмарка, на которую стекались рыба, кожи и скот со всех островов и Аргайла, обмениваясь на продукцию земледелия и ремесла Клайдсайда и центральных частей Шотландии. Под 1275 годом упомянут арест англичанами галеры купцов с Гебридских островов в Бристоле, что говорит о достаточно далёких торговых контактах государства.
Галеры королей и лордов Островов высоко ценились на всей территории Британии. Относительно крупные верфи имелись в Аргайле, на Айлее, в Кинтайле. Большое значение также имели наёмные солдаты с Гебридов и западного побережья (гэльск. gallóclaig — «чужестранный воин»). Эти наёмники гэльского и норвежско-гэльского происхождения широко использовались ирландскими королями в борьбе против англичан. Размах наёмничества вероятно свидетельствует о нехватке на территории государства других источников доходов населения.

## Церковь и монастыри

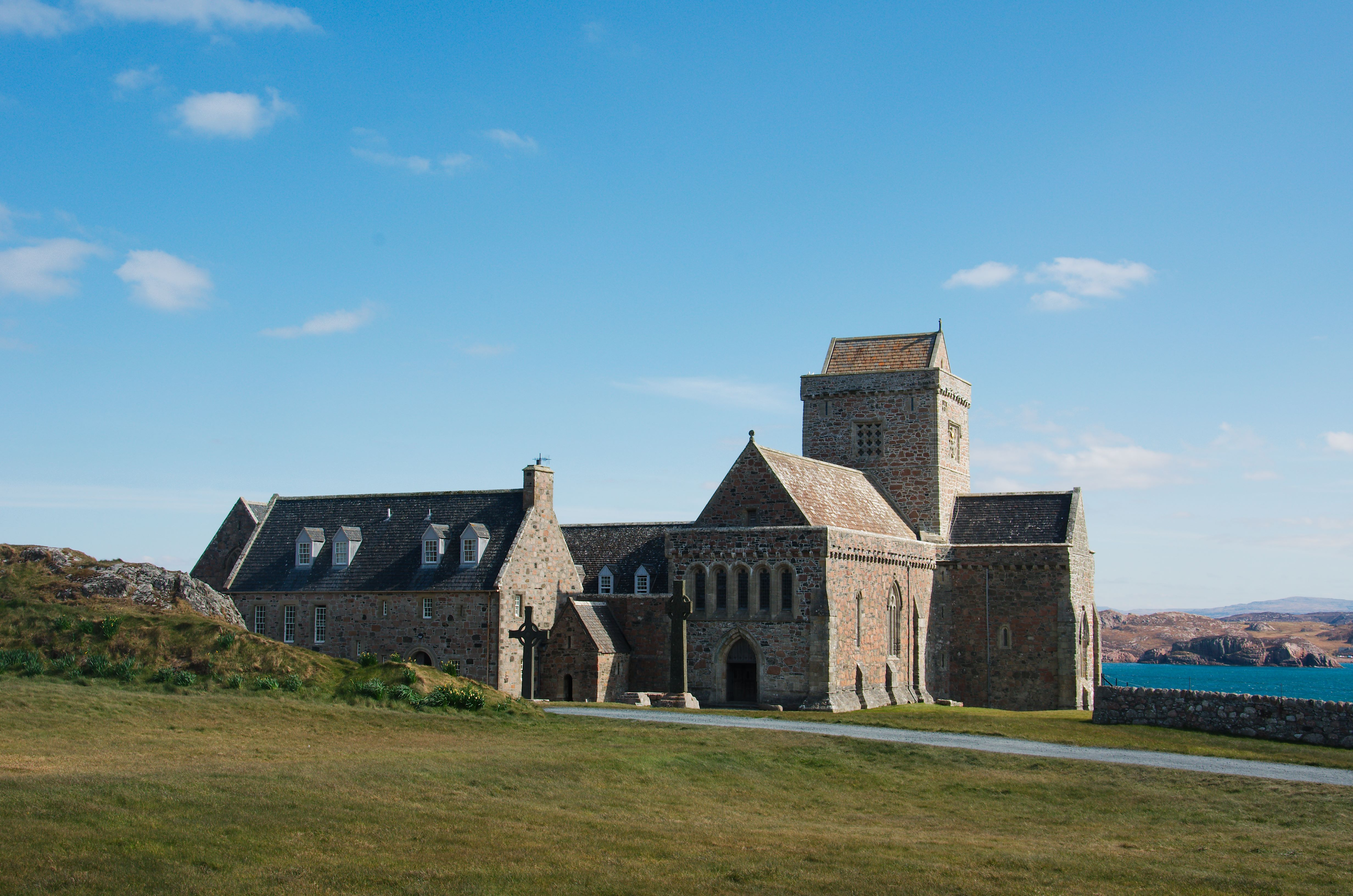
Бенедиктинский монастырь на Айоне

Христианство на западном побережье Шотландии имело долгую историю ещё до возникновения королевства островов. Ирландские монахи (Колумба, Доннан и другие) с VI века распространили здесь высокоразвитую религиозную культуру, основали множество монастырей, главным из которых был монастырь на острове Айона — один из важнейших центров христианства на Британских островах. Набеги викингов в VIII—IX веках привели к разрушению Айоны, однако монашеская жизнь не угасла, а с образованием королевства Островов христианство получило новый толчок к развитию. Уже Сомерлед начал прилагать усилия к возрождению кельтских традиций монашеской жизни на Айоне, пригласив туда священнослужителей из Ирландии.
В конце XI века было создано епископство Содор, включающее все Гебридские острова и Мэн. В 1153 году это епископство было подчинено норвежскому архиепископу Тронхейма. Хотя резиденция епископа Содора находилась на Мэне, его деятельность способствовала развитию церковной жизни на всех Гебридских островах. Около 1200 года было создано епископство Аргайла, подчинённое уже шотландской церкви и охватывающее западное побережье. Его кафедральный собор располагался на острове Лисмор в центре владений Макдугаллов. С XIII века началось проникновение на Острова религиозных орденов. На Айоне был основан бенедиктинский монастырь, в Кинтайре — цистерцианский монастырь Садделл (традиция приписывает его основание Сомерледу). Особенно много для поощрения монастырской жизни сделал король Ранальд, сын Сомерледа, который совершал богатые пожертвования в пользу церквей не только своего королевства, но и соседних земель. К концу XIII века на Островах сформировалась система церковных приходов.
Наиболее почитаемым жителями королевства Островов святым был Колумба, которого считали покровителем Гебридов. Существует легенда, что именно Колумба остановил шотландское вторжение 1249 года, явившись во сне к королю Александру II и пригрозив смертью за начало войны против жителей островов. Позднее большое значение приобрёл культ Девы Марии.

## Архитектура

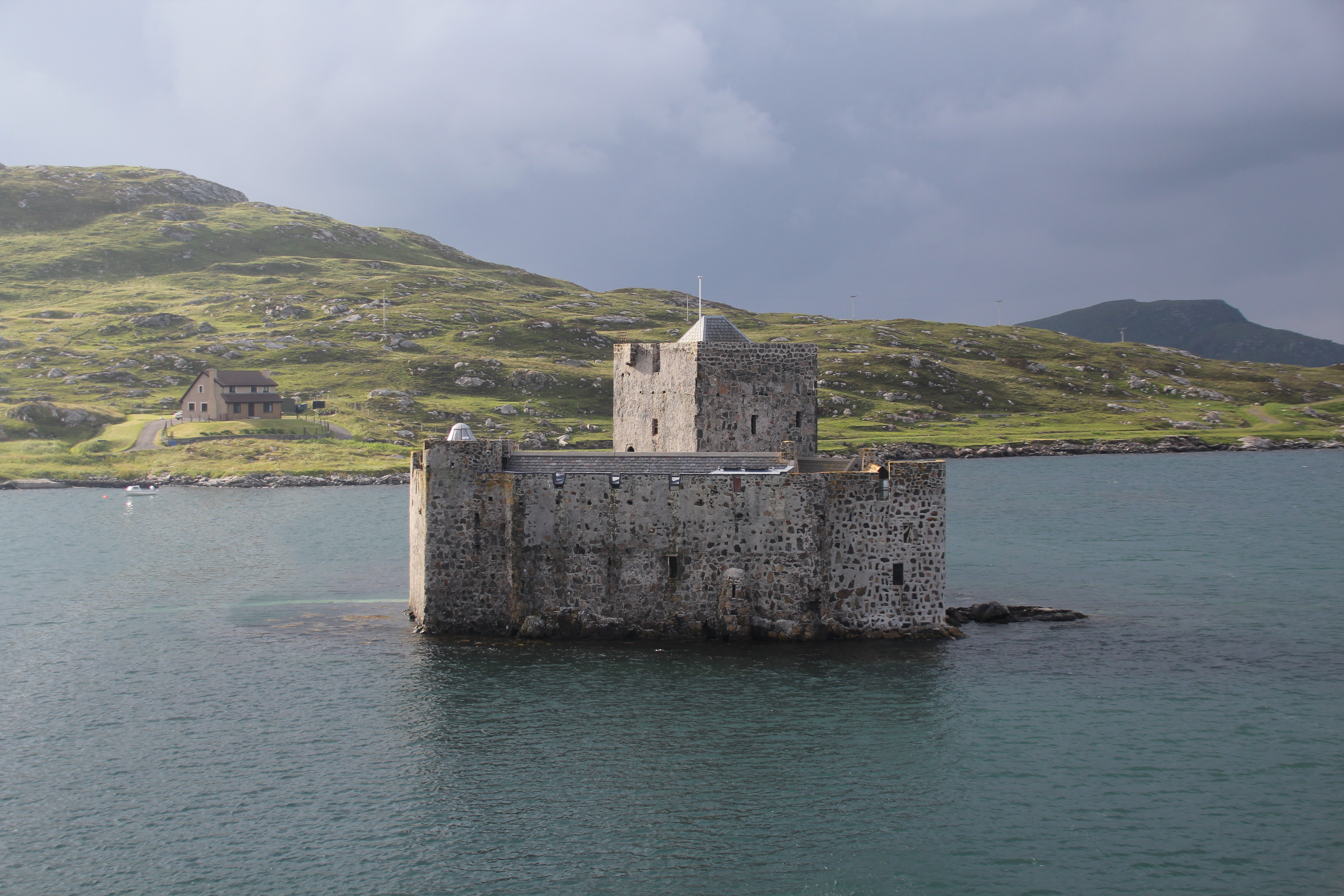
Замок Кисимул

Несмотря на то, что история королевства Островов полна междоусобными конфликтами и войнами, очевидно, что в периоды правления сильных государей, таких как Ранальд, Дункан или Юэн государство переживало периоды мира и процветания. Об этом свидетельствуют сохранившиеся до наших дней многочисленные памятники архитектуры XII—XIII веков. Так, комплекс замков Гебридских островов и Аргайла, воздвигнутых, главным образом, в XII веке, не имеет себе равных на всей территории Британии. Замки королевства этой эпохи строились обычно на скалистых выступах на берегу моря в местах, обеспечивающих контроль над морскими путями, но практически неприступных со стороны суши. Характерной чертой таких замков также являются высокие массивные (до трёх метров шириной) стены и несильно возвышающаяся над ними укреплённая башня. Яркими примерами такой архитектуры являются Кисимул на небольшом островке у побережья Барры, Данвеган на остове Скай, Мингарри и Тиорам в Арднамерхане.

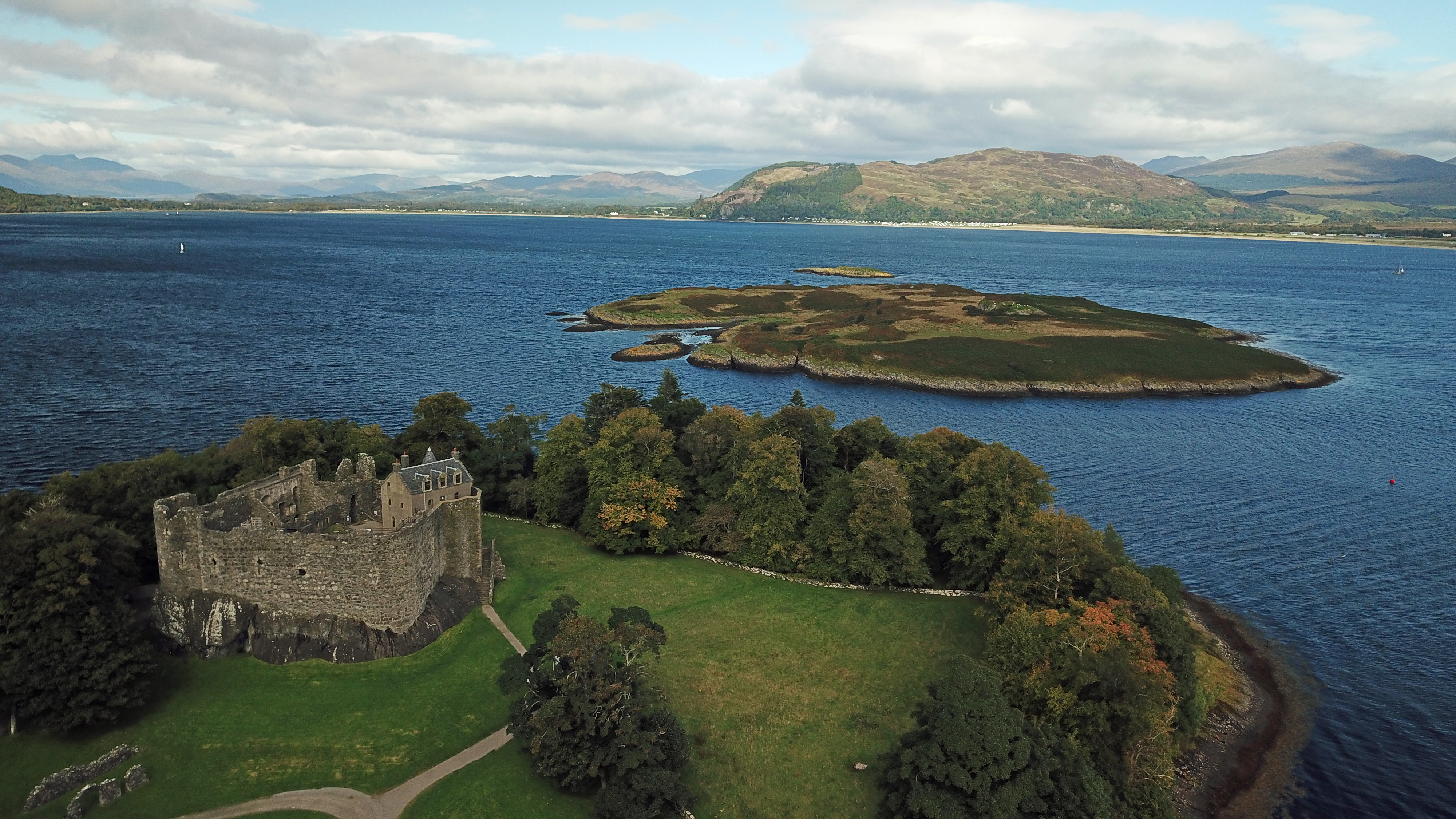
Замок Данстаффнидж

К одним из наиболее впечатляющих замков западного побережья принадлежит Данстаффнидж, возведённый, видимо, Дунканом или Юэном Макдугаллами на месте древней дал-риадской крепости. К правлению этого короля относится также строительство замков Данолли и Дуарт. Макдональды, в свою очередь, оставили после себя такие шедевры средневекового замкового зодчества, как Скипнесс и Суинн в Кинтайре и Напдейле.
Величественные каменные замки королевства Островов несут ярко выраженное норвежское влияние и контрастируют с деревянными постройками баронов восточной части Шотландии того же периода. Они также свидетельствуют о той роли, которую играло в жизни населения региона море: расположенные на небольших островах или прибрежных скалах, практически все они имеют причалы для стоянки галер или удобные бухты поблизости.
Помимо замков от эпохи королей Островов осталось значительное количество культовых строений. Это простые в плане и строгие по внешнему виду приходские церкви островов и более величественные храмы Скипнесса и Данстаффнейджа. На острове Айона — центре религиозной жизни королевства — сохранились руины бенедиктинского мужского монастыря, основанного Сомерледом, и августинского женского, основанного королём Ранальдом. Стоят упоминания также собор в Садделе и монастырь на Оронсее.

## Культурная роль королевства Островов
Королевство Островов сыграло важную роль в сохранении уникальных гэльских традиций и культуры в Шотландии. Именно благодаря длительному существованию полунезависимого княжества гэльская культура и гэльский язык смогли выжить в условиях сильнейшего английского влияния в Шотландии. Относительная стабильность власти королей, а позднее — лордов Островов, обеспечили мирное развитие и процветание гэльской культуры среди воинственных по натуре горцев. Регионы бывшего королевства Островов стали центром складывания особого национального сознания шотландских горцев, которое позднее вошло составной частью в самосознание всего шотландского народа.